# Арисково
Арисково (рос. Арисково) — присілок в Калінінському районі Тверської області Російської Федерації.
Населення становить 12 осіб. Входить до складу муніципального утворення Верхнєволзьке сільське поселення.

## Історія
Від 2005 року входить до складу муніципального утворення Верхнєволзьке сільське поселення.

## Населення
| 2010 |
| ---- |
| 12   |